# Comité Olímpico Gabonés
El Comité Olímpico Gabonés es el Comité Nacional Olímpico de Gabón, fundado en 1965 y reconocido por el COI desde 1968.